# Hörspielwiese Köln
Die Hörspielwiese Köln (auch: Hörspielwiese) ist ein mehrtägiges Open-Air-Hörspiel-Festival in Köln, das seit 2018 jährlich im Sommer veranstaltet wird. Das eintrittsfreie Festival präsentiert Hörspielklassiker, aktuelle Produktionen und Live-Hörspiele. Während des Festivals wird seit 2019 der Hörspielpreis für das beste Kurzhörspiel vergeben.

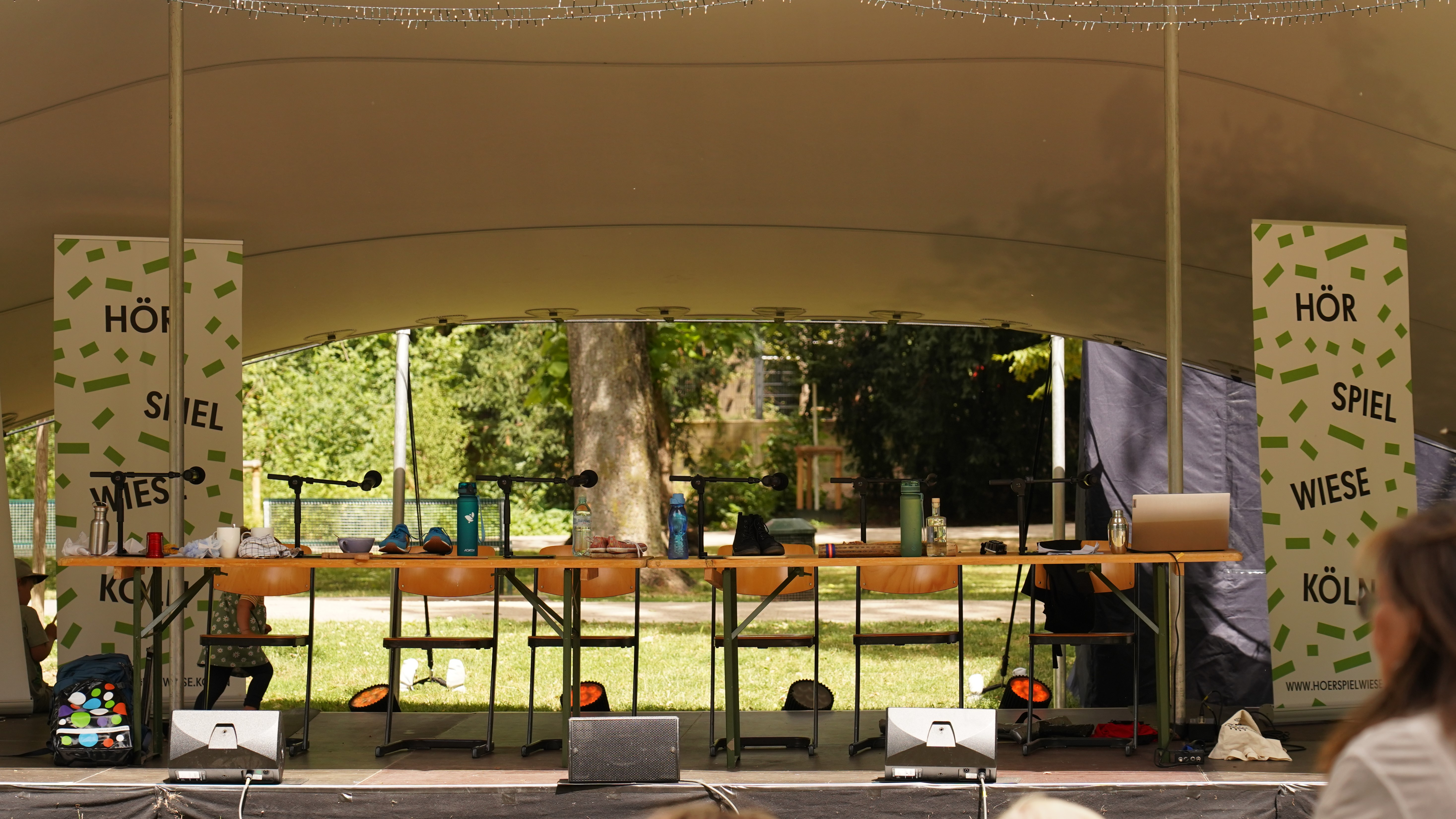
Frontale Ansicht auf die Bühne der Hörspielwiese Köln 2023

## Geschichte
Das Konzept des Festivals entstand 2018 beim Hörspielforum NRW, einer bis 2023 jährlich stattfindenden Arbeitskonferenz der Film- und Medienstiftung NRW mit Werkstattcharakter von und für Hörspielschaffende und Podcaster und nahestehenden Berufsgruppen.
Die Hörspielwiese Köln wurde von 2018 bis 2021 von „Land in Sicht“ und dem Verein für Literaturvermittlung veranstaltet. Im ersten Jahr hatte sie eine Länge von zwei Tagen statt seit 2019 findet sie nun jährlich an drei Tagen statt. Seit 2022 ist der gemeinnützige Verein Hörspielwiese Köln e.V. Träger der Veranstaltung.
Veranstaltungsort war zunächst der Kölner Leo-Amann-Park. Seit 2022 findet das Festival im Kölner Stadtgarten als dem ältesten Kölner Park statt. Während der Corona-Pandemie gab es 2020 eine Begrenzung der Besucherzahl und erstmals eine Einlasskontrolle. Das Festival fand darüber hinaus hybrid statt und wurde per Livestream im Internet übertragen.

## Preise
Seit 2019 verleiht das Festival einen Hörspielpreis für Kurzhörspiele. Eine Jury wählt aus zehn nominierten Kurzhörspielen mit einer maximalen Länge von fünf Minuten die drei besten Hörspiele aus. Diese werden mit 750 Euro, 500 Euro und 250 Euro honoriert.

## Livehörspiel-Auftritte
In sechs Jahren Programm fanden ca. 20 Gastauftritte in Form von Livehörspielen statt. Darunter auch neue Adaptionen von Klassikern wie Orson Welles’ Radio-Hörspiel Krieg der Welten oder aber auch Auftritte der hauseigenen Kinderhörspielwerkstatt, die in wenigen Tagen ein Livehörspiel erstellte, erprobte und anschließend vor Publikum aufführte.